# Vinícius Júnior
Vinícius José Paixão de Oliveira Júnior (São Gonçalo, 12 juli 2000) – alias Vinícius Júnior – is een Braziliaans voetballer die doorgaans als vleugelspeler speelt. Hij verruilde Flamengo in juli 2018 voor Real Madrid. Vinícius Júnior debuteerde in 2019 in het Braziliaans voetbalelftal.

## Clubcarrière

### Flamengo
Vinícius Júnior is afkomstig uit de jeugd van Flamengo. Hij debuteerde op 13 mei 2017 in de Braziliaanse Série A, tegen Clube Atlético Mineiro. Hij viel na 82 minuten in voor Orlando Berrío. Twee dagen later verlengde hij zijn contract bij de club van 2019 tot 2022, met een aanzienlijke salarisverhoging en een verhoging van de buyout-clausule van €30 miljoen naar €45 miljoen.
Vinícius Júnior maakte op 10 augustus 2017 zijn eerste professionele doelpunt, in de tweede ronde van de Copa Sudamericana tegen Palestino (5-0 winst). Hij kwam na 72 minuten binnen de lijnen en was dertig seconden later trefzeker. Zijn eerste competitietreffers volgden op 19 augustus 2017 in een met 2-0 gewonnen wedstrijd tegen Atlético Goianiense.

### Real Madrid CF
Flamengo bereikte op 23 mei 2017 een akkoord met Real Madrid over een transfer van Vinícius Júnior in de zomer van 2018. De club betaalde circa €46 miljoen voor de Braziliaan. De overgang ging de boeken in als de duurste transfer van een speler onder de leeftijd van 19 jaar. Real Madrid presenteerde Vinícius Júnior op 20 juli 2018 officieel als speler van Real Madrid. Hij maakte zijn debuut op 29 september 2018. Hij kwam na 87 minuten in het veld tijdens een doelpuntloos gelijkspel tegen Atlético Madrid. Hij werd zodoende de eerste Real Madrid-speler geboren in 2000 of later.
Met Real Madrid won hij de UEFA Champions League 2021/22 door tegen Liverpool in de 58ste minuut de enige treffer van de wedstrijd te maken.

## Clubstatistieken
| Seizoen     | Club        | Competitie       | Competitie | Competitie | Competitie | Beker | Beker | Beker | Internationaal | Internationaal | Internationaal | Totaal | Totaal | Totaal |
| Seizoen     | Club        | Competitie       | Wed.       | Dlp.       | Ass.       | Wed.  | Dlp.  | Ass.  | Wed.           | Dlp.           | Ass.           | Wed.   | Dlp.   | Ass.   |
| ----------- | ----------- | ---------------- | ---------- | ---------- | ---------- | ----- | ----- | ----- | -------------- | -------------- | -------------- | ------ | ------ | ------ |
| 2017        | Flamengo    | Série A          | 25         | 3          | 1          | 0     | 0     | 0     | 7              | 1              | 0              | 32     | 4      | 1      |
| 2018        | Flamengo    | Série A          | 12         | 4          | 3          | 0     | 0     | 0     | 5              | 2              | 0              | 17     | 6      | 3      |
| Club totaal | Club totaal | Club totaal      | 37         | 7          | 4          | 0     | 0     | 0     | 12             | 3              | 0              | 49     | 10     | 4      |
| 2018/19     | Real Madrid | Primera División | 18         | 1          | 2          | 8     | 2     | 7     | 5              | 0              | 3              | 31     | 3      | 12     |
| 2019/20     | Real Madrid | Primera División | 29         | 3          | 2          | 4     | 1     | 1     | 5              | 1              | 1              | 38     | 5      | 4      |
| 2020/21     | Real Madrid | Primera División | 35         | 3          | 5          | 2     | 0     | 0     | 12             | 3              | 2              | 49     | 6      | 7      |
| 2021/22     | Real Madrid | Primera División | 35         | 17         | 13         | 4     | 1     | 0     | 13             | 4              | 7              | 52     | 22     | 20     |
| 2022/23     | Real Madrid | Primera División | 33         | 10         | 10         | 7     | 3     | 4     | 15             | 10             | 7              | 55     | 23     | 21     |
| 2023/24     | Real Madrid | Primera División | 21         | 12         | 5          | 3     | 3     | 0     | 7              | 3              | 5              | 31     | 18     | 10     |
| Club totaal | Club totaal | Club totaal      | 171        | 46         | 37         | 28    | 10    | 12    | 57             | 21             | 25             | 256    | 77     | 74     |
| TOTAAL      | TOTAAL      | TOTAAL           | 208        | 53         | 41         | 28    | 10    | 12    | 69             | 24             | 25             | 305    | 87     | 78     |

Bijgewerkt tot en met 19 april 2024.

## Interlandcarrière
Vinícius Júnior maakte deel uit van verschillende Braziliaanse nationale jeugdselecties. Hij debuteerde op 11 september 2019 onder bondscoach Tite in het Braziliaans voetbalelftal, in een met 0–1 verloren oefeninterland tegen Peru.

## Erelijst
Als speler
 Flamengo
- Campeonato Carioca: 2017

 Real Madrid
- FIFA Intercontinental Cup: 2024
- FIFA Club World Cup: 2018, 2022
- UEFA Champions League: 2021/22, 2023/24
- UEFA Super Cup: 2022, 2024
- Primera División: 2019/20, 2021/22, 2023/24
- Copa del Rey: 2022/23
- Supercopa de España: 2019/20, 2021/22, 2023/24

 Brazilië onder 15
- CONMEBOL Campeonato Sulamericano U-15: 2015

 Brazilië onder 17
- BRICS U-17 Football Cup: 2016
- CONMEBOL Campeonato Sulamericano U-17: 2017

Individuele prijzen
- Beste Linker Vleugelspeler – Copa São Paulo de Futebol Júnior: 2017
- Beste speler – CONMEBOL Campeonato Sulamericano U–17: 2017
- Topscorer – CONMEBOL Campeonato Sulamericano U–17: 2017 (7 doelpunten)